# Cantonul Saint-Paul-4
Cantonul Saint-Paul-4 este un canton din arondismentul Saint-Paul, Réunion, Franța.